# Городская полицейская часть
Городская полицейская часть (1-я часть) — бывшая административно-территориальная единица в составе Москвы, существовавшая в 1782—1917 годах. Включала в себя Кремль и Китай-город.

## История
1-я полицейская часть образована при административной реформе 1782 года, проведённой после принятия «Устава благочиния». До этого, начиная с 1720-х гг., территория Кремля и Китай-города относилась к 1-й полицейской команде наряду с восточной частью Белого города. В 1797 году была переименована в Городскую часть. Упразднена в 1917 году наряду с остальными частями, территория вошла в состав Городского района, упразднённого, в свою очередь, пятью годами позднее. В настоящее время территория относится к Тверскому району Москвы.

## Описание
Территория была ограничена стенами Кремля и Китай-города. Согласно «Указателю Москвы» 1793 года, основными улицами части были Никольская, Ильинская, Варварская и Москворецкая.
В середине XIX века состояла из 4 кварталов. 1-й квартал включал в себя Кремль, 2-й располагался между Никольскими, Ильинскими и Воскресенскими воротами Китай-города, 3-й, включавший Гостиный двор и съезжий дом части, между Ильинскими и Варварскими воротами, 4-й соответствовал Зарядью и включал Мытный двор.
Была единственной частью Москвы, которая после реформы полицейского управления 1881 года не подразделялась на участки — ей соответствовал единственный Городской участок.

## Население
- 1834—1840 годы — около 16600 человек в среднем (10000 мужчин, 6600 женщин)[4].
- 1871 год — 22848 человек, 16669 мужчин, 6179 женщин, 353 домовладения, 1556 квартир[5].
- 1881 год — 21673 человека[1].
- 1897 год — 19789 человек (14159 мужчин, 5360 женщин)[6].
- 1902 год — 18231 человек (12904 мужчины, 5327 женщин)[7]
- 1912 год — 18952 человека (12783 мужчины, 6169 женщин), 337 домовладений, 1824 жилых квартиры[8].

## Административное здание

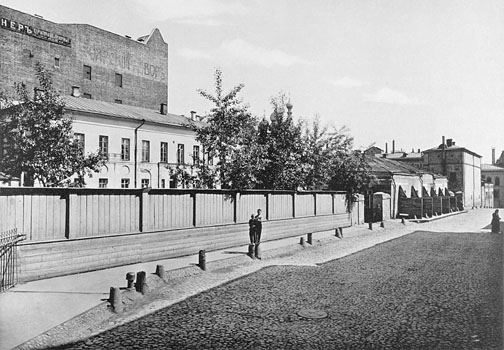
Городской полицейский дом. Фото из «Альбома зданий, принадлежащих Московскому Городскому Общественному Управлению» (1913)

Здание Городской части, где располагались полицейская и пожарная команды, находилось по адресу: Ипатьевский переулок, дом 9. Не сохранилось, на его месте в 1966 году построены административные здания ЦК КПСС.